# Caldelas (Amares)
Caldelas ist ein Ort und eine ehemalige Gemeinde im Norden Portugals. Die Gemeinde gehört zum Kreis Amares im Distrikt Braga und hatte eine Fläche von 4,1 km² und 872 Einwohner (Stand 30. Juni 2011).

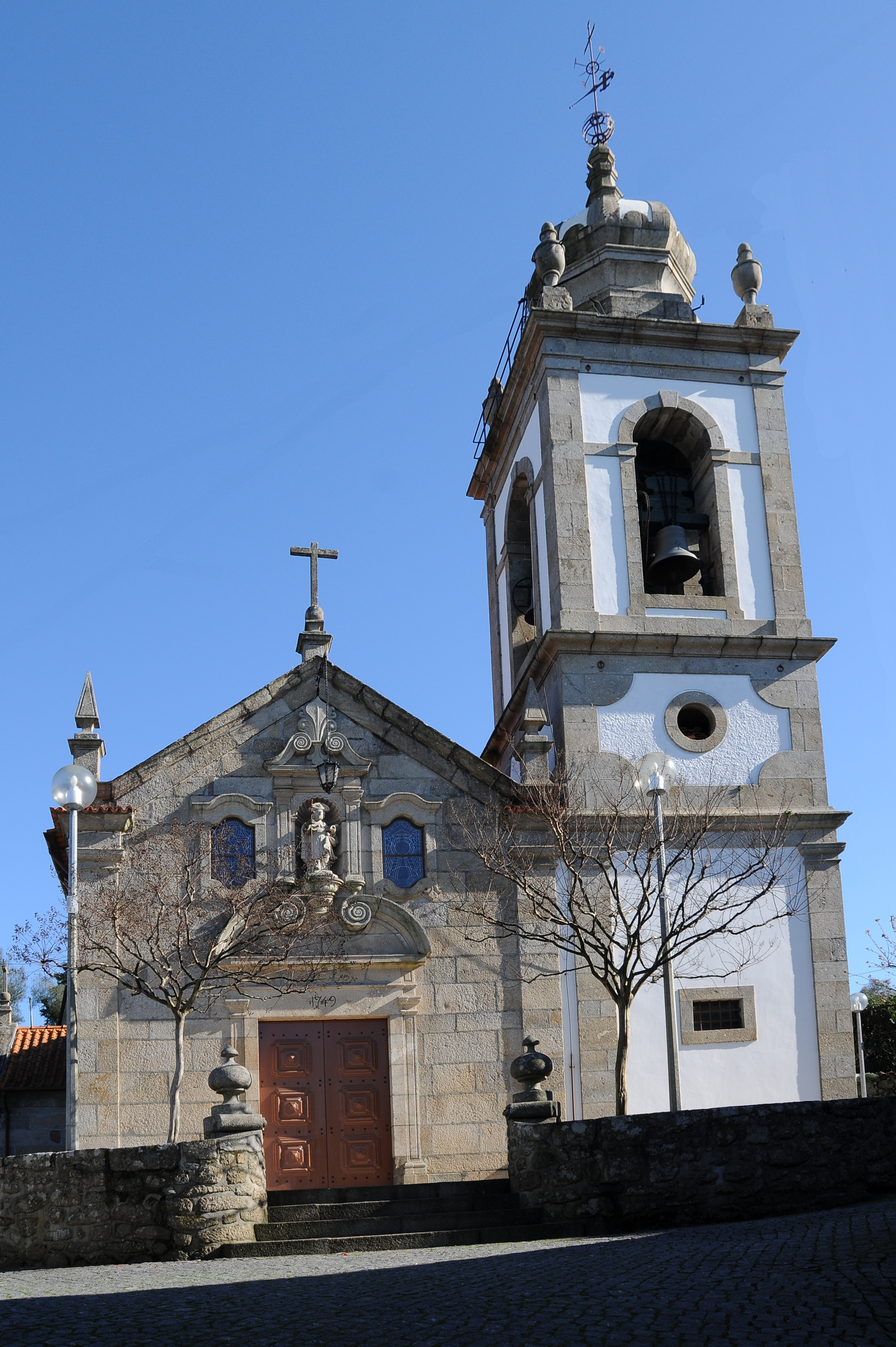
Kirche von Caldelas

Am 29. September 2013 wurden die Gemeinden Caldelas, Paranhos und Sequeiros zur neuen Gemeinde União das Freguesias de Caldelas, Sequeiros e Paranhos zusammengefasst. Caldelas ist Sitz dieser neu gebildeten Gemeinde.
In Caldelas gibt es warme Heilquellen, die vermutlich schon zur Römerzeit bekannt waren. Die Schriftstellerin Alice Vieira, die hier zeitweise als Kind lebte, ließ sich von diesen Quellen zu ihrem Werk Águas de Verão inspirieren.

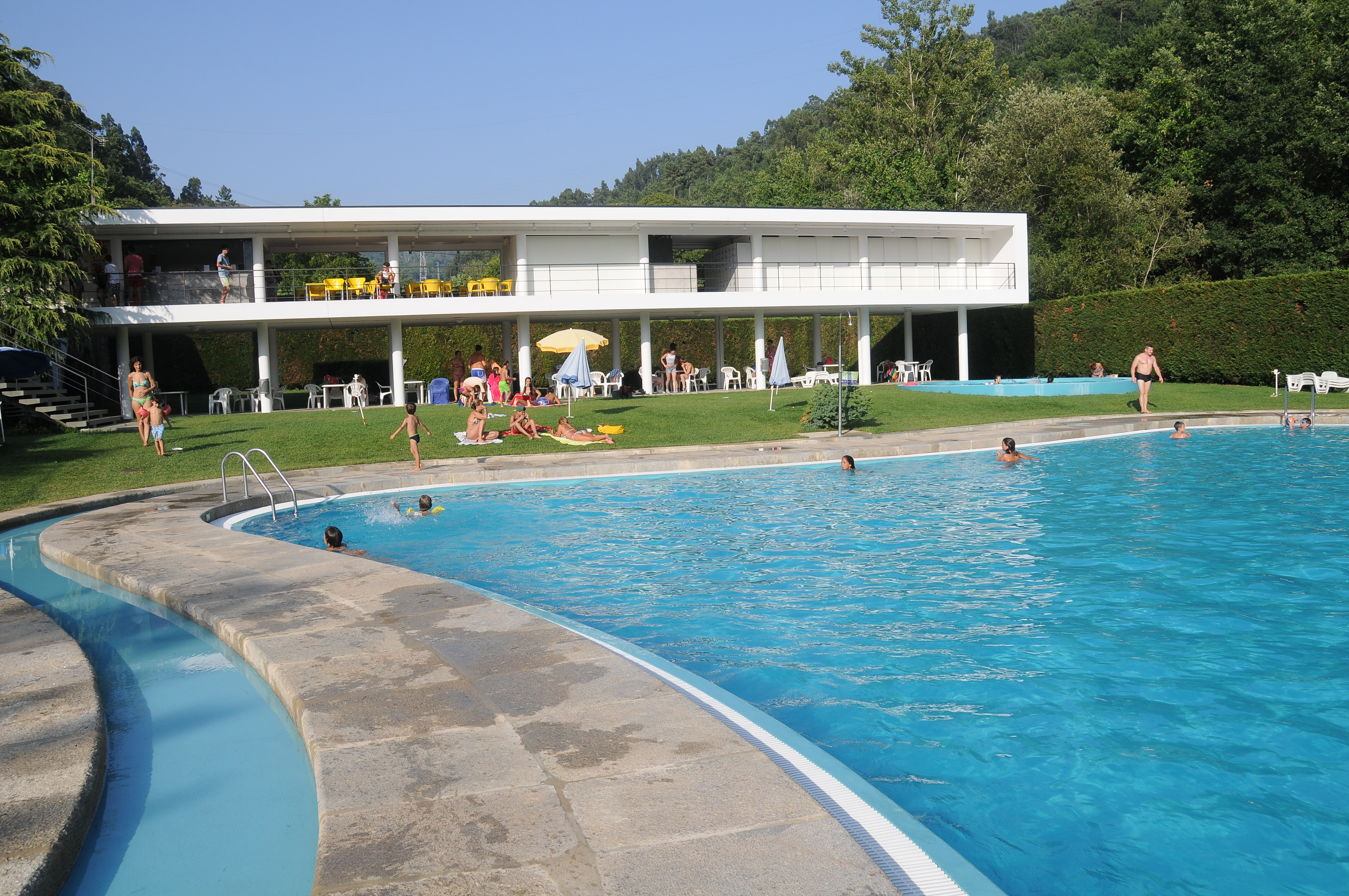
Schwimmbad von Caldelas, ein Werk von Souto de Moura